# Jeppe Hedaa
Jeppe Hedaa (født 25. juli 1964 i Aalborg) er en dansk erhvervsmand og kristendemokratisk politiker, der blev landsformand for Kristendemokraterne i marts 2023.

## Erhvervs karriere
Efter HH fra Niels Brock og en periode som løjtnant af reserven i Livgarden startede Jeppe Hedaa sin karriere i IT-branchen i 1984 og har været ansat i bl.a. italienske Olivetti og amerikanske Amdahl, indtil han i 1998 købte sig ind i det 12 mand store IT konsulenthus 7N. Virksomheden er siden vokset meget og internationalt, og det blev til 24 år og 8 måneder som CEO, inden Hedaa trak sig fra den daglige ledelse og blev bestyrelsesformand i selskabet, som han i dag ejer ca. 57% af. I 2018 forfattede Hedaa bogen ”Nucleon – The missing formula that meassures your IT development team’s performance”.

## Politisk karriere
Hedaa viste sin politiske interesse tidligt som 14-årig og blev først kortvarigt medlem af Konservativ Ungdom, hvorefter han genstartede Ventres Ungdom i Helsinge som 15-årig. Efter et par år som aktiv viste andre sider af livet sig mere interessant, og Jeppe Hedaa blev først politisk aktiv igen i 1995, da han meldte sig ind i Kristeligt Folkeparti. Her var han aktiv som formand for Gentofteforeningen, i Hovedbestyrelsen og som politisk kandidat. I 2005 blev opgaverne i 7N for krævende til at kunne have et politisk liv, og Jeppe Hedaa meldte sig ud. I efteråret 2022 blev Hedaa indigneret over Marianne Karlsmoses udmelding om, at KD skulle fokusere på en lokalpolitisk strategi, og han præsenterede herefter en alternativ strategi for hovedbestyrelsen den 10. december 2022, og senere for de ti storkredse, hvorefter han med delegeret-stemmerne 72 for, 1 blank og 1 ugyldig blev valgt som formand for partiet på et ekstraordinært landsmøde i Middelfart den 18. marts 2023.

## Tillidsposter og øvrige hverv
- 1998-Nu: Bestyrelsen i 7N
- 1998-Nu: Ejer af Hedaa Holding[4]
- 2010-Nu: Stifter af Resam (Religion & Samfund)
- 2015-Nu: Bestyrelsesmedlem B.93 Prof.
- 2017-Nu: Bestyrelsesmedlem One Life Foundation
- 2018-Nu: Patron UN Live
- 2015-2017; 2022-2023: Advisory Board Wefood
- 2015-2023: Board Yale Center for Faith and Culture
- 2016-2023: Menighedsrådet Københavns Domkirke – Vor Frue Kirke
- 2017-2023: Formand Hugs & Food – værested for hjemløse
- 2021-2023: Bestyrelsesmedlem Folkekirkens Nødhjælp

## Privatliv
Jeppe Hedaa blev født i Aalborg den 25. juli 1964, og flyttede med forældre Kiss Stade og Laurids Hedaa til København, Virum, Frederiksværk, Ramløse, Annise Nord, Helsinge, Frederiksberg for til sidst at falde til ro i Gentofte i 1995. Hedaa er gift med Jane Hedaa og er far til tre børn.